# Francia en los Juegos Olímpicos de Atenas 2004
Francia estuvo representada en los Juegos Olímpicos de Atenas 2004 por un total de 308 deportistas que compitieron en 27 deportes.  
El portador de la bandera en la ceremonia de apertura fue el balonmanista Jackson Richardson.

## Medallistas
El equipo olímpico francés obtuvo las siguientes medallas:
| Nombre | Deporte               | Competición                 |
| --- | --------------------- | --------------------------- |
| Oro |                       |                             |
| Julien Absalon | Ciclismo de montaña   | Campo a través M            |
| Brice Guyart | Esgrima               | Florete ind. M              |
| Érik Boisse Fabrice Jeannet Jérôme Jeannet Hugues Obry | Esgrima               | Espada por eqs. M           |
| Julien Pillet Damien Touya Gaël Touya | Esgrima               | Sable por eqs. M            |
| Émilie Le Pennec | Gimnasia artística    | Barras asimétricas F        |
| Arnaud Boiteau (Expo du Moulin) Didier Courrèges (Debat d'Estruval) Cédric Lyard (Fine Merveille) Jean Teulère (Espoir de la Mare) Nicolas Touzaint (Galan de Sauvagère) | Hípica                | Concurso completo por eqs.  |
| Laure Manaudou | Natación              | 400 m libre F               |
| Benoît Peschier | Piragüismo en eslalon | K1 M                        |
| Tony Estanguet | Piragüismo en eslalon | C1 M                        |
| Adrien Hardy Sébastien Vieilledent | Remo                  | Scull doble (M2x) M         |
| Faustine Merret | Vela                  | Mistral M                   |
| Plata |                       |                             |
| Jérôme Thomas | Boxeo                 | Mosca (51 kg) M             |
| Arnaud Tournant | Ciclismo en pista     | 1000 m contrarreloj M       |
| Laura Flessel | Esgrima               | Espada ind. F               |
| Frédérique Jossinet | Judo                  | –48 kg M                    |
| Malia Metella | Natación              | 50 m libre F                |
| Laure Manaudou | Natación              | 800 m libre F               |
| Frédéric Dufour Pascal Touron | Remo                  | Scull doble ligero (ML2x) M |
| Myriam Baverel | Taekwondo             | +67 kg F                    |
| Amélie Mauresmo | Tenis                 | Individual F                |
| Bronce |                       |                             |
| Naman Keïta | Atletismo             | 400 m con vallas M          |
| Christine Arron Sylviane Félix Muriel Hurtis Véronique Mang | Atletismo             | 4 × 100 m F                 |
| Mickaël Bourgain Laurant Gané Arnaud Tournant | Ciclismo en pista     | Velocidad por eqs. M        |
| Maureen Nisima | Esgrima               | Espada ind. F               |
| Sarah Daninthe Laura Flessel Hajnalka Kiraly-Picot Maureen Nisima | Esgrima               | Espada por eqs. F           |
| Anna Gomis | Lucha libre           | 55 kg F                     |
| Lise Legrand | Lucha libre           | 63 kg F                     |
| Hugues Duboscq | Natación              | 100 m braza M               |
| Solenne Figuès | Natación              | 200 m libre F               |
| Laure Manaudou | Natación              | 100 m espalda F             |
| Fabien Lefèvre | Piragüismo en eslalon | K1 M                        |
| Pascal Gentil | Taekwondo             | +80 kg M                    |
| Pascal Rambeau Xavier Rohart | Vela                  | Star M                      |